# Miki Kanie
Miki Kanie (n. 4 decembrie 1988, Gifu, Japonia) este o arcașă ce a reprezentat Japonia, medaliată olimpică. A participat la o ediție a Jocurilor Olimpice (2012) în care a câștigat o medalie de bronz.

## Participări
Lista de mai jos prezintă principalele competiții la care a participat Miki Kanie de-a lungul carierei.
- archery at the 2012 Summer Olympics – women's team[*]